# Romorantin-Lanthenay
Romorantin-Lanthenay är en kommun i departementet Loir-et-Cher i regionen Centre-Val de Loire i de centrala delarna av Frankrike. Kommunen är chef-lieu för 2 kantoner som tillhör arrondissementet Romorantin-Lanthenay. År 2022 hade Romorantin-Lanthenay 18 377 invånare.

## Befolkningsutveckling
Antalet invånare i kommunen Romorantin-Lanthenay
| Referens: INSEE |